# 마르셀 파뇰
마르셀 파뇰(프랑스어: Marcel Pagnol, 1895년 2월 28일 ~ 1974년 4월 18일)은 프랑스의 작가, 극작가이자 영화 제작자이다.
파뇰은 1929년 3월 상연된 희극 '마리우스 (Marius)'로 유명해졌다. 파뇰은 1934년 마르세유에서 제작사와 영화 스튜디오를 설립하여 레뮈(Raimu), 페르낭델(Fernandel), 피에르 프레네(Pierre Fresnay)와 같은 당대 명배우들과 앙젤(Angele, 1934), 르갱(Regain, 1937), 빵집 여인(La Femme du boulanger, 1938) 등 많은 영화를 제작했다.
파뇰은 1946년 아카데미 프랑세즈에 선정되었다. 이후 1956년, 영화와 연극에서 손을 땐 파뇰은 4부작 자전소설 <유년기의 기억Souvenirs d'enfance>의 집필을 시작했다. 마침내 1962년 파뇰은 2부작 소설 <샘물L'Eau des collines>을 출판했다. <샘물>은 파뇰 자신이 10년 전에 만든 영화 샘의 마농Manon des sources에서 영감을 받았다.

## 생애
마르세유 근처에서 태어나 중학교의 영어교사로서 남프랑스를 전전한 후 파리로 부임(赴任)하여 극작가에 뜻을 두었다. 1928년 <토파즈>가 상연횟수 1,000회를 넘는 대성공을 거두었으며, <마리우스> <파니> <세잘>의 마르세유 3부작이 그의 세계적 명성을 보증했다. 이 작품은 교묘한 극작술을 구사하여 풍속적인 서정성과 경쾌한 사회 풍자와를 조화시키는데, 때로는 통속적인 오락극에 빠질 위험성을 지니고 있다. 영화의 시나리오 라이터로서도 <빵가게 마누라> 등 뛰어난 작품을 남겼다. 이 밖에도 평론 <웃음에 대하여>와 근작의 소설 등이 있다.

## 역서
- Topaze (1928), Fanny (1931)
  - <토파즈/파니>, 1990, 최완복 역, 을유문화사.

- Souvenirs d'enfance (1957, 1958, 1960),
  - <마르셀의 여름>, 2012, 이재형 역, 서해문집 , 전 2권.
- L'Eau des collines (1963),
  - <마농의 샘>, 2007, 조은경 역, 뿔, 전 2권.
  - <마농의 샘>, 2015, 조은경 역, 팽귄, 전 2권.
- Le temps des amours (1977)
  - <사랑의 시절>, 1999, 이재형 역, 문예출판사.